# Лапароскопія
Лапароскопі́я (від дав.-гр. λαπάρα (лапара) — фланг, сторона; живіт; дав.-гр. σκοπέω (скопео) — бачити, дивитись) —
загалом, лапароскопію визначають як метод хірургії, який передбачає огляд черевної порожнини і таза з метою інтраопераційної діагностики складних клінічних випадків. Тобто це метод медичної діагностики із застосуванням елементів операції та оптичних приладів.
Також, лапароскопією вважають лапароскопічну хірургію.

## Характеристика методу
Розрізняють пряму та ендоскопічну лапароскопію. Пряма лапароскопія передбачає безпосередній огляд органів черевної порожнини хірургом, як правило, після відповідного виду лапаротомії. Ендоскопічна лапароскопія передбачає огляд органів за допомогою медичних оптичних приладів, найчастіше лапароскопа. А сам лапароскоп може бути жорсткий (металева трубка з оптичною системою і підсвічуванням) та еластичний.